# Tonho
Antônio José Gil, detto Tonho (Criciúma, 28 agosto 1957), è un ex calciatore brasiliano, di ruolo centrocampista.

## Carriera

### Club
Debuttò durante il III Copa Brasil con la maglia dell'Internacional, giocando poi per gli arcirivali del Grêmio, con i quali vinse una Coppa Libertadores e una Coppa Intercontinentale, nel 1983.

### Nazionale
Con la Nazionale di calcio del Brasile ha giocato durante Los Angeles 1984.

## Palmarès

### Giocatore

#### Club

##### Competizioni statali
- Campionato Gaúcho: 2

Internacional: 1978, 1981

##### Competizioni nazionali
- Campionato brasiliano: 1

Internacional: 1979

##### Competizioni internazionali
- Coppa Libertadores: 1

Grêmio: 1983
- Coppa Intercontinentale: 1

Grêmio: 1983

#### Nazionale
- Argento olimpico: 1

Los Angeles 1984